# Antivol magasin
 (avril 2016).
Si vous disposez d'ouvrages ou d'articles de référence ou si vous connaissez des sites web de qualité traitant du thème abordé ici, merci de compléter l'article en donnant les références utiles à sa vérifiabilité et en les liant à la section « Notes et références ».

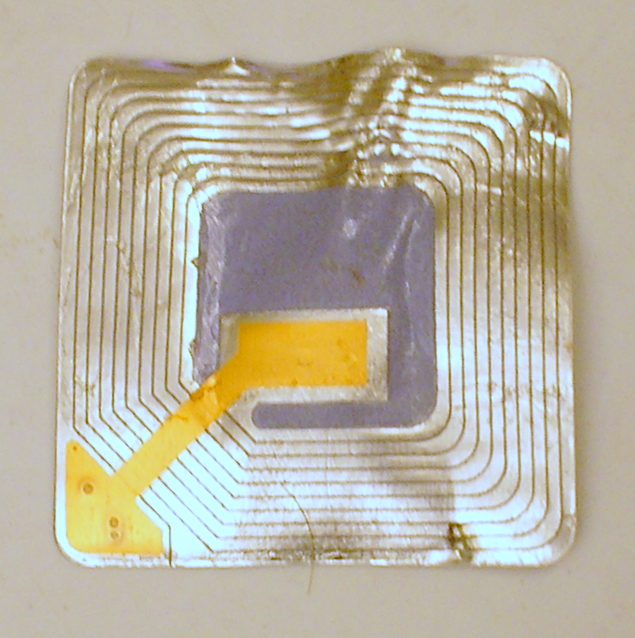
Système électronique antivol détaché d'un produit vendu en magasin.

Un antivol magasin est un système électronique destiné à prévenir le vol à l’étalage.
Le système antivol comprend des badges fixés aux produits à protéger et des portiques de détection situés aux différents points de sortie des magasins.
Lorsqu’un badge antivol pénètre dans le champ de détection des portiques, une alarme visuelle et/ou sonore se déclenche, alertant le personnel du magasin. Au moment de l’achat des produits, les antivols sont détachés ou désactivés par le personnel de caisse.
Un antivol magasin peut être aussi auto-alarmé : en plus de l’alarme émise par les portiques, le badge antivol possède son propre système d’alarme qui se déclenche automatiquement si un voleur tente de le détacher ou de couper le câble.
Trois technologies principales sont aujourd’hui utilisées pour la conception des équipements antivol : l’acousto-magnétique, la radiofréquence et l’électromagnétique.

## Antivol acousto-magnétique (AM)
Les étiquettes ou tags acousto-magnétiques se composent de 2 à 4 lamelles ferromagnétiques généralement basées sur une fréquence de 58 kHz. Lorsqu’elles pénètrent dans le champ de détection de portiques basés sur la même fréquence, les lamelles vibrent et donnent l’alarme. Les tags rigides contiennent un circuit résonnant à 58 kHz composé d'une bobine sur ferrite et d'un condensateur.
Les étiquettes AM fonctionnent même en présence de métaux non ferreux, au contraire des étiquettes RF qui sont neutralisées par les emballages aluminisés des cosmétiques ou de la parapharmacie.

## Antivol radio fréquence (RF)
|                                                                       |  |  |
| Puce de radio-identification cachée sous l'étiquette d'un Single Malt |  |  |

Un marqueur (circuit résonnant) est placé dans le champ de l'antenne (portique antivol). Si le marqueur (badge rigide ou étiquette RF) est actif, il émet alors un signal déphasé par rapport à l'émetteur. Le portique qui assure la réception (écoute), détecte ce signal et déclenche l'alarme.
Actuellement beaucoup d'installations sont des mono-antennes, à la fois émetteur et récepteur.
La fréquence standard est de 8,2 MHz, on trouve aussi du 9,75 - 10 MHz dans certaines bibliothèques travaillant par "contournement" en général des CDI de collèges ou lycées, qui ne désactivent pas les étiquettes antivol bibliothèque avec contournement.
La technologie radio fréquence est aujourd'hui privilégiée par les magasins de prêt-à-porter, les supermarchés & hypermarchés, ainsi que les espaces culturels et multimédia. L'étiquette antivol carrée RF est particulièrement populaire pour la protection des CD, DVD, Blu-Ray et jeux vidéo.
L'étiquette peut être « désactivée » lors de la vente grâce à une table de désactivation, appareil placé sur (ou sous) le comptoir de caisse qui génère un puissant signal à la fréquence de résonance, créant une surtension qui grille le circuit de l'étiquette antivol en court-circuitant son micro-condensateur ou en faisant une coupure au niveau d'un rétrécissement prévu du circuit imprimé.
Une autre technique de "désactivation temporaire" est l'apposition d'une étiquette métallisée dont le rôle est de modifier le circuit résonnant ; cette technique dite du masquage est employée dans les petites bibliothèques de prêt.

## Antivol électro-magnétique (EM)

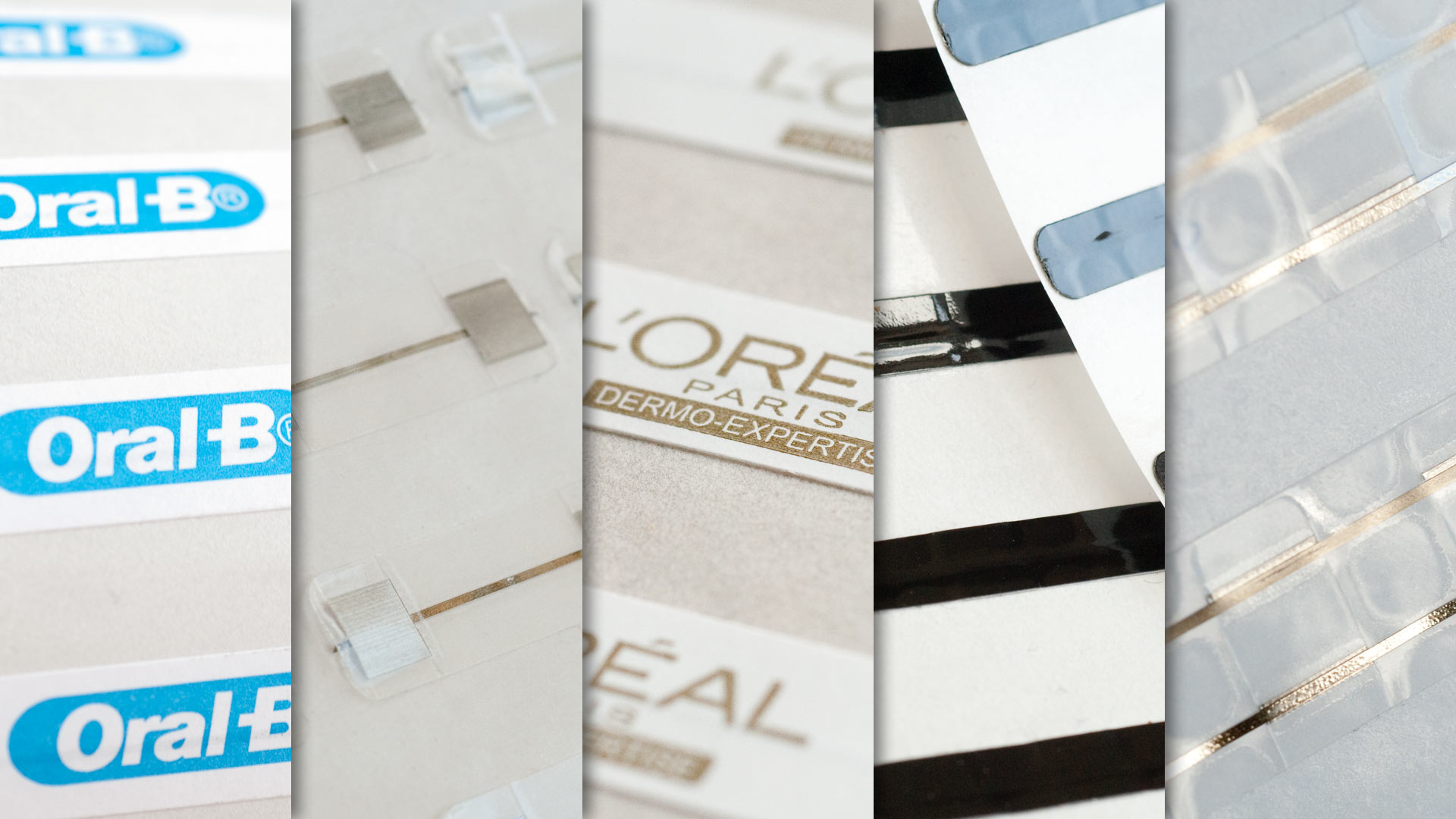
Les étiquettes EM sont disponibles en différentes tailles et couleurs.

Le système antivol électro-magnétique (EM) utilise un long fil métallique magnétisable intégré dans une étiquette ou un produit. Ce fil est détecté en passant dans un champ magnétique alternatif généré par des antennes, généralement grâce à l’effet Barkhausen. Les équipements modernes à microprocesseurs ont considérablement amélioré la sensibilité, permettant une détection fiable avec des champs magnétiques de faible intensité, inaudibles et sans gêne pour les clients.
Les systèmes EM sont particulièrement adaptés aux bibliothèques, où des filaments minces appelés « tattle tape » sont insérés entre les pages des livres ou dans les supports multimédias. Ces bandes invisibles sont désactivées lors du prêt et réactivées au retour, offrant une protection discrète et efficace contre le vol, tout en supportant les fréquentes manipulations.
Dans le commerce de détail, le système EM offre un avantage distinct par rapport aux technologies AM et RF. Il permet de protéger efficacement les petits articles ronds ou les produits emballés dans du papier aluminium ou du métal, comme les cosmétiques, les boîtes de lait pour bébé, les médicaments, les outils de bricolage et d’autres articles ménagers. Cette capacité est essentielle pour protéger des produits difficiles à sécuriser avec d’autres technologies.
Une application importante et innovante concerne la protection des documents sensibles et de la propriété intellectuelle. Le papier de sécurité intègre des micro-fils invisibles, qui déclenchent une alarme lorsqu’ils passent à travers des antennes EM ou des détecteurs de métaux très sensibles aux sorties de bâtiments ou locaux sécurisés. Ce système est conçu pour prévenir les fuites d’informations confidentielles, renforçant la sécurité physique des documents imprimés,.

## Autres technologies minoritaires
Les solutions RFID, utilisées en chronométrage sportif, billetterie, télépéage, permettent d'obtenir des antivols performants.
On confond souvent RF et RFID, les étiquettes sont très ressemblantes. Une étiquette antivol RF comprend simplement une bobine (self imprimée) et un condensateur, voir la bouteille ci-dessus. Une vraie étiquette RFID comprend aussi une self imprimée et une petite puce électronique.
Les très grandes bibliothèques s'équipent en RFID HF 13,56 MHz, avec des bornes de prêt et restitution "self service", des poignées d'inventaire et recherche, des boîtes de retour 24/7 avec tri automatique... car le principal intérêt de la RFID est l'automatisation des prêts et retours.
Le coût élevé des appareils et des étiquettes, et la nécessité de créer une installation complète est un frein à la généralisation.
La RFID évolue : les fréquences hautes (UHF) permettent de plus grandes portées, de plus grandes vitesses de lecture, avec des étiquettes passives dont le coût ne cesse de baisser, mais les UHF sont très facilement masquables, ce qui complique la réalisation des portiques antivol.
Avantage : la RF, l'AM et l'EM permettent la détection simple d'un marqueur non désactivé ; un antivol RFID va lire l'étiquette qui passe (numéro de série, données écrites dans la puce) et rechercher le bit "vendu" ou "prêté", il ne réagira que s'il identifie précisément l'étiquette, le risque de fausse alarme est quasi nul.
Autres avantages de la RFID : le suivi des produits de la fabrication jusqu'à la vente, les inventaires facilités.

## Autres applications
En plus de la prévention du vol à l’étalage, les portiques antivol peuvent intégrer différents services tels que le comptage du nombre de visiteurs, la détection de métal (plaques d'aluminium) ou d'aimants (découpeurs pirates), le respect des procédures en caisse par le personnel, etc.

## Techniques complémentaires
Pour renforcer la sécurité dans les magasins, il est nécessaire de privilégier des portiques antivol capables de contrer les différentes techniques de vols, telles que les doublures en aluminium dans les sacs ou vêtements, ou encore les brouilleurs de fréquence.
Les détecteurs d'aluminium et d'aimants sont de fines antennes placées à côté des portiques antivol à l'entrée d'un magasin. Elles ne sonnent pas forcément si elles détectent un potentiel voleur, mais transmettent discrètement leur information de détection à un pager dans la poche d'un vendeur ou d'un vigile. Elles permettent de détecter les masses métalliques en mouvement et doivent donc être installées suffisamment loin de portes en métal.